# Areuger
Gerardo Fernández de la Reguera y Aguilera (Cádiz, c. 1881-¿Madrid, 1937?), más conocido por su pseudónimo «Areuger», fue un ilustrador gráfico, pintor y cartelista español, uno de los principales protagonistas en España del dibujo satírico político durante el primer tercio del siglo XX.

## Biografía

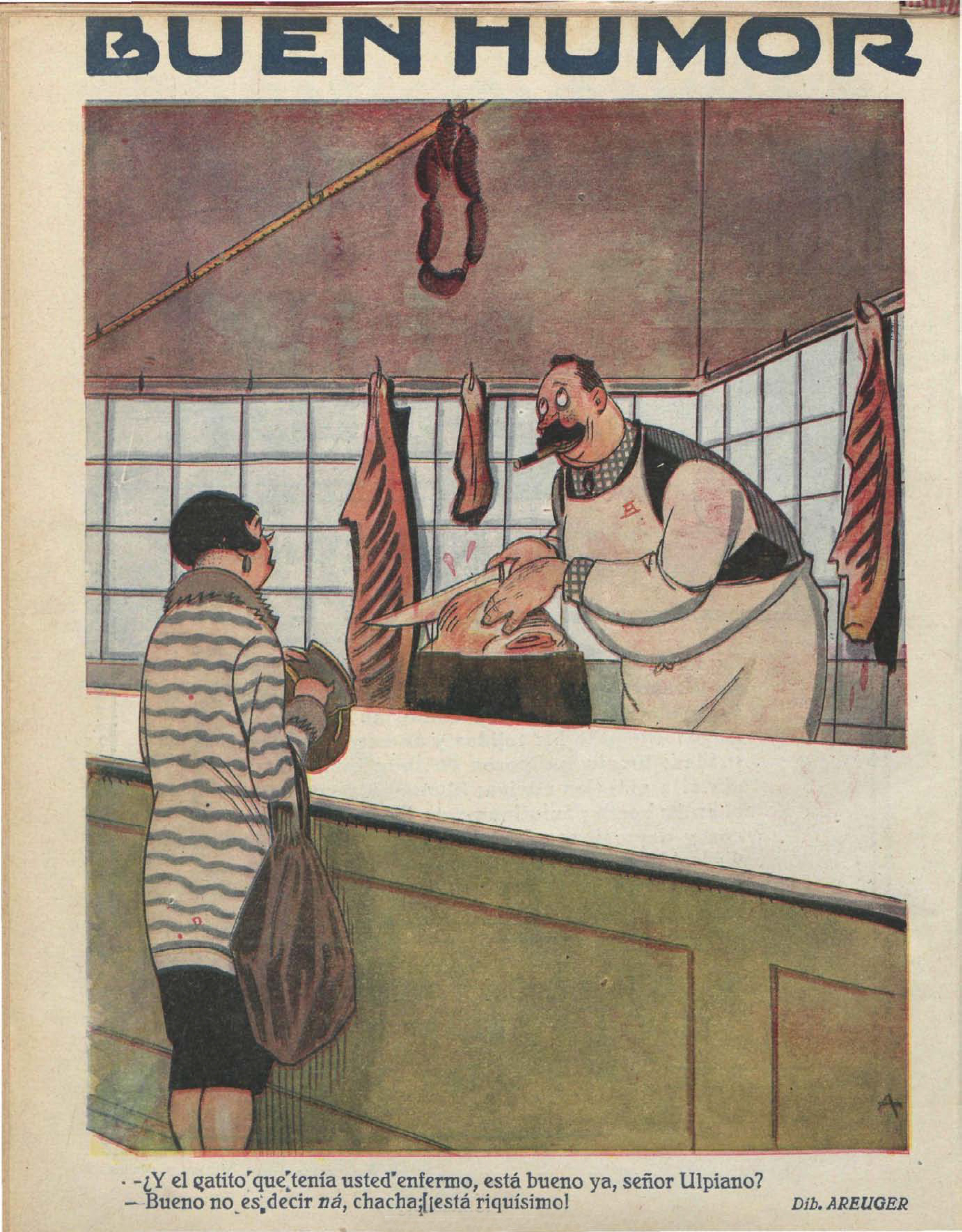
Dibujo de Areuger en Buen Humor (1927)

Habría nacido en Cádiz hacia 1881, trasladándose con posterioridad a Madrid. Durante su vida colaboró con numerosas publicaciones, entre ellas El Pueblo Cántabro, El Mentidero, Madrid Cómico, Buen Humor, La Risa, Blanco y Negro, Gente Menuda, Muchas Gracias y Nuevo Mundo. También colaboraría profusamente con los diarios La Acción y  La Nación y con el semanario Gracia y Justicia —publicaciones todas ellas dirigidas por Manuel Delgado Barreto—. 
Como pintor fue discípulo de Sorolla y participó en la Exposición Nacional de Bellas Artes. Ilustró colecciones de libros. En su faceta como cartelista realizó, entre otros, varios carteles para la ciudad de Santander.
Iniciada la Guerra Civil, en julio de 1936, Areuger habría sido detenido por milicianos izquierdistas y encarcelado en la Cárcel Modelo de Madrid, de la que fue dado por desaparecido el día 8 de septiembre de 1937.
El Museo ABC de ilustración y el Museo de Pontevedra poseen obras suyas.